# 가평종합운동장 희망경기장
가평종합운동장 희망경기장(加平綜合運動場希望競技場, Gapyeong Sports Complex Huimang Stadium)은 대한민국 경기도 가평군에 있는 스포츠 시설이다. 인조잔디 필드가 갖춰진 경기장이며, 2011년에 준공되었다.

## 참고 문헌
- “가평종합운동장 행복경기장 및 희망경기장”. 가평군시설관리공단.[깨진 링크(과거 내용 찾기)]
- 《2019년 전국 공공체육시설 현황 (2018년말 기준)》. 대한민국 문화체육관광부. 2020.

## 같이 보기
- 가평종합운동장